# 蒙蒂·琼斯
蒙蒂·琼斯（Monty Jones，1951年2月5日—2024年4月28日）是塞拉利昂人，曾任塞拉利昂农业、林业和粮食安全部部长。曾为西非水稻发展中心专家，非洲农业研究论坛（Forum for Agricultural Research in Africa）执行秘书。2004年他因发现非洲新水稻（New Rice for Africa）的遗传过程而获得世界粮食奖。